# グリーンカード (サッカー)

これを描いたイラスト

グリーンカード（Green Card）とは選手に対する教育的側面からフェアプレー・マナー・頑張りを褒めるために主審が提示（もしくは選手への贈呈）するカードである。

## 概要
日本サッカー協会（JFA）が2002年のワールドカップ終了後に重要施策として掲げた「キャプテンズ・ミッション」。そのミッション3に位置づけられた「JFAキッズプログラム」と称する幼年層（U-10、U-8、U-6（ここでいうUは年齢別競技の意味））への普及・育成プログラムがある。既存のルールにはレッドカード・イエローカードなどのルール違反に対する罰則（減点法）があり、やってはいけないことへの指導はあるが対象である幼年期に対してはとくにフェアプレー精神や競技者同士の助け合いなどの行動の育成（褒めることに重点を置く）が競技者及びその指導者などに対して重要と考え、このプログラム内の一環としてグリーンカードは提案された。2004年度にU-12以下に対してカード制度の導入を行い、積極的な使用を奨励している。

## 提示例
使用する場合は主審がプレー中断する必要はなく、中断タイミングが発生した際に対象プレイヤーに対してグリーンカードを出す。出す状況としては頑張った証、負傷選手への（思いやり）対応、規則準拠に対する自己申告、問題行動への抑止行動、チームに対する試合への取り組みなどが評価を受けるものであるとき提示される。
- 6点を取られて負けている。だが、やる気を失わずチームメイトにも声を掛け勇気を持って攻め込む。最後まで全力で試合をやり通した。
- 6点も取ってしまったが相手を侮辱するような行動を取らず、最後まで気を抜かずプレーし続けた。
- 相手のディフェンダーに体当たりして倒してしまった。手を貸して起こし謝り、握手することが出来た。
- 明らかに自分のファウルで相手が痛がっている。手を上げて審判にアピールした。
- イライラしていたチームメイトが、ついに相手選手と怒鳴りあってしまった。引き離してなだめた。
- 炎天下の試合、ある中心選手が疲弊しているのに気づいた。交代はチームにとって痛いが、給水まではまだ間がある。選手の体調を考え、すぐに交代した。チームメイトも穴を埋めようと必死で頑張った（試合後、選手ではなくチームに提示される）。

審判は選手へのグリーンカード提示の際、簡単な状況説明、褒めること、ポジティブなアクション（笑いかける、小さな子どもならば頭を撫でるなど）をすることも求められている。

## 特記事項
- 公式カードは日本サッカー協会の公認カードがあり、レッドカードやイエローカードと同じデザインの色違いで緑色をしている。
- 罰則カードのような累積による事項はグリーンカードにはない。
- 頑張った証としてグリーンカードとするカードを贈呈している場合がある。

## その他の利用
ConIFAワールドフットボール・カップの2018年大会では、異なる意味でのグリーンカードが用いられた。異議やダイビングに対して提示されるもので、提示された選手はピッチを去らなければならないが、交代枠がある場合は交代を認められる。